# Hazim asch-Schaalan
Hazim asch-Schaalan (arabisch حازم الشعلان, DMG Ḥāzim aš-Šaʿlān; * 1947 in Diwaniyya, Irak) ist ein irakischer Politiker und war von Juni 2004 bis Mai 2005 Verteidigungsminister in der Übergangsregierung.
1972 erfolgte sein Abschluss an der Universität Bagdad in Wirtschaft und Management. Anschließend war er Leiter der Irakischen Immobilienbank in Kut und Diwaniyya. In den Jahren 1983 bis 1985 war er in Bagdad tätig. 1985,  unter der Regierung Saddam Husseins, musste er den Irak aus politischen Gründen verlassen. Im Exil leitete er ein Immobilienunternehmen in Großbritannien.
Wegen Unterschlagung von mehr als einer Milliarde US-Dollar verurteilte ihn ein irakisches Gericht im Mai 2007 in Abwesenheit zu sieben Jahren Haft.
Hazim asch-Schaalan ist Scheich des Ghazal-Stammes.